# Campagnatico
Campagnatico è un comune italiano di 2 334 abitanti della provincia di Grosseto in Toscana.

## Geografia fisica

### Territorio
Il territorio comunale di Campagnatico si estende attorno al tratto terminale della Valle dell'Ombrone, fin quasi alla sua apertura meridionale verso la pianura della Maremma grossetana. Confina a nord con il comune di Civitella Paganico, a nord-est con il comune di Cinigiano, a sud-est con i comuni di Arcidosso e Roccalbegna, a sud con il comune di Scansano, a sud-ovest con il comune di Grosseto e a nord-ovest con il comune di Roccastrada.
L'altitudine che caratterizza i centri abitati e le frazioni varia dai 40 metri s.l.m. di Arcille ai 384 metri s.l.m. di Montorsaio, frazione situata sulle pendici orientali di Monte Leoni che, con la sua vetta di 616 metri s.l.m. segna il punto più elevato del comune, oltre ai limiti amministrativi nord-occidentali.
- Classificazione sismica: zona 3 (sismicità bassa), Ordinanza PCM 3274 del 20/03/2003

### Clima
In base ai dati medi disponibili per il trentennio 1951-1980, di seguito riportati nella tabella, per due stazioni meteorologiche situate all'interno del territorio comunale, la temperatura media annua si aggira sui +14,4 °C ai 160 metri s.l.m. di Campagnatico e sui +14,7 °C agli 84 metri s.l.m. di Granaione, nella parte meridionale del territorio. Le precipitazioni medie annue risultano ancora relativamente contenute con poco più di 700 mm lungo la Valle dell'Ombrone propriamente detta, tendendo però a salire verso gli 800 mm sui rilievi collinari.
I 1903 gradi giorno registrati nel centro di Campagnatico includono l'intero territorio comunale in zona D, consentendo l'accensione degli impianti di riscaldamento per un massimo di 12 ore giornaliere nel periodo 1º novembre-15 aprile.
| Località     | altitudine       | temperatura media annua | precipitazioni medie annue | media di riferimento |
| ------------ | ---------------- | ----------------------- | -------------------------- | -------------------- |
| Campagnatico | 160 metri s.l.m. | 14,4 °C                 | 806 mm                     | 1951-1980            |
| Granaione    | 84 metri s.l.m.  | 14,7 °C                 | 731 mm                     | 1951-1980            |

- Classificazione climatica: zona D, 1903 GG
- Diffusività atmosferica: alta, Ibimet CNR 2002

## Storia
Il centro sorse come possesso dell'abbazia del San Salvatore al Monte Amiata, da cui passò sotto gli Aldobrandeschi, a cui apparteneva nel 973. L'uccisione di Omberto Aldobrandeschi nel 1259, citata da Dante Alighieri nella Divina Commedia, determinò il passaggio del castello sotto il comune di Siena. I Visconti di Campiglia d'Orcia e i Tolomei di Siena si contesero il dominio, che passò quindi definitivamente alla città. Insieme a Siena, entrò a far parte, alla metà del XVI secolo del Granducato di Toscana, del quale poi ne seguì le sorti.

### Storia naturale
Nel 2007, in località Arcille, sono riemersi i resti fossili di tre antenati degli attuali dugonghi (mammiferi marini erbivori) vissuti nella zona oltre 4,5 milioni di anni fa, in un periodo in cui gli attuali affioramenti sabbiosi erano il fondale del mare tirrenico. Uno dei tre reperti fossili è di grande valore scientifico perché è stato considerato dagli studiosi il reperto più completo della specie esistente al mondo. La scoperta e lo scavo sono stati effettuati dai ricercatori del Museo Geopaleontologico GAMPS di Scandicci.

### Simboli

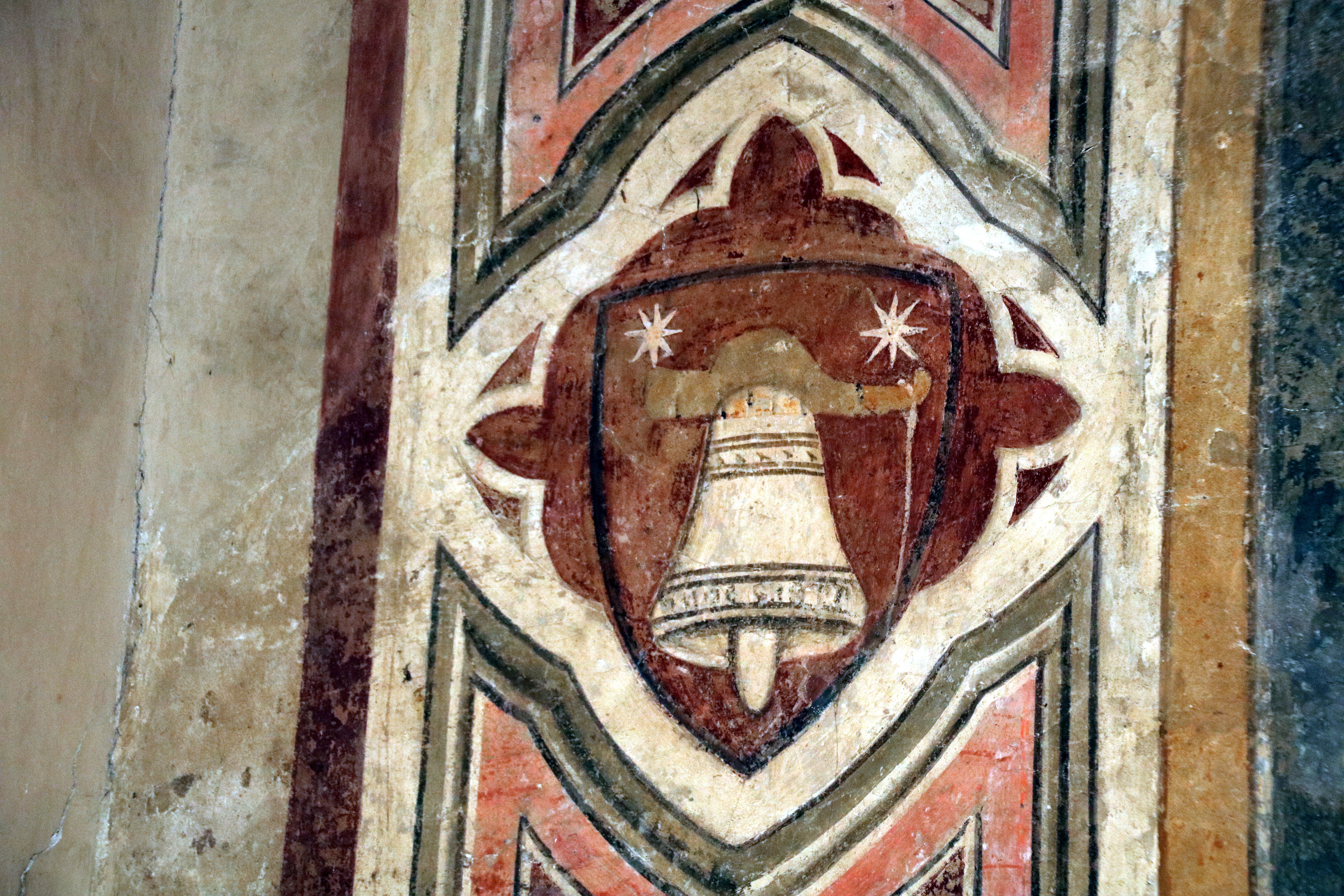
Lo stemma nella ex chiesa di Sant'Antonio Abate

Lo stemma e il gonfalone sono stati concessi con decreto del presidente della Repubblica del 11 agosto 1968.
Il gonfalone è un drappo di azzurro.

## Monumenti e luoghi d'interesse

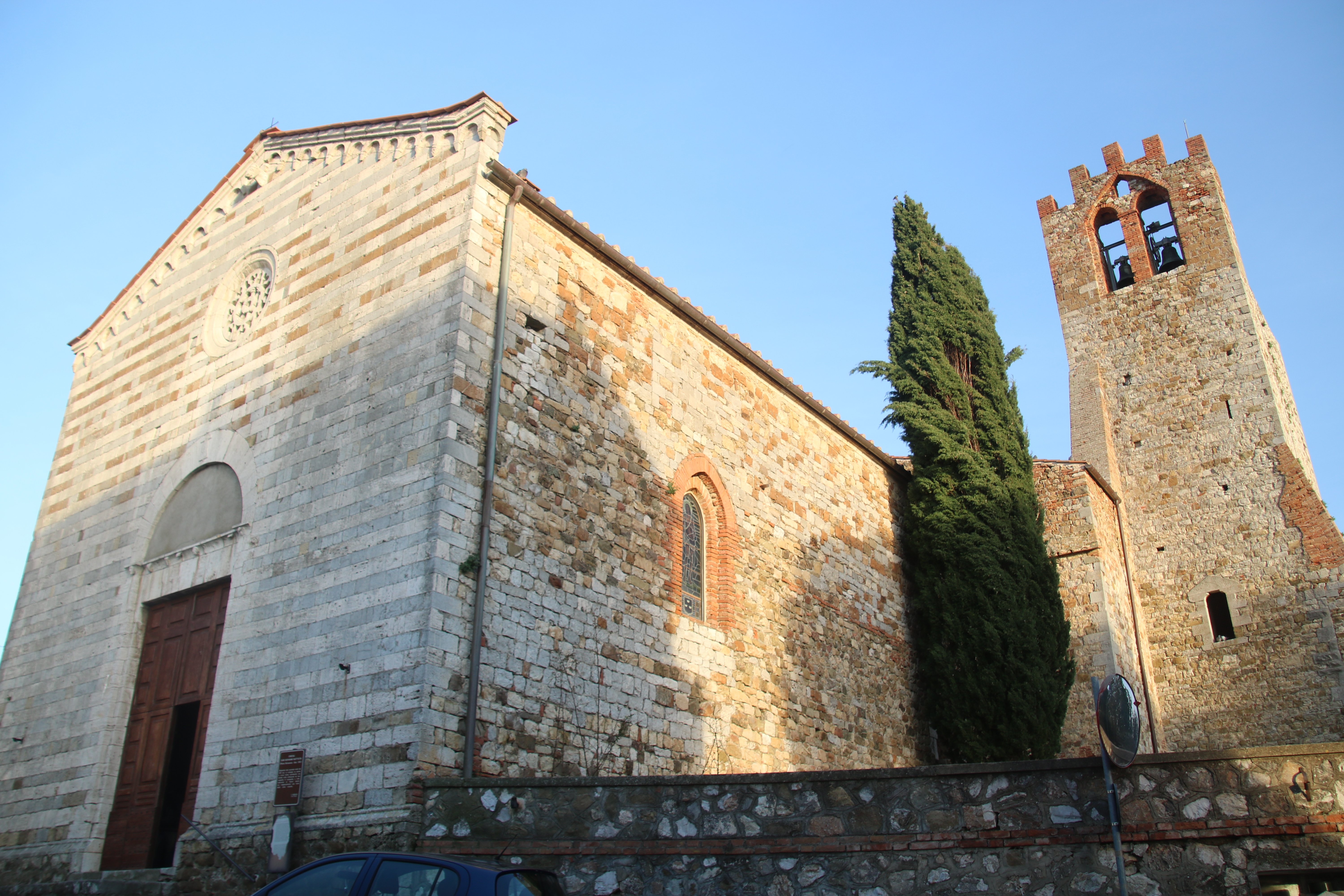
La chiesa di San Giovanni

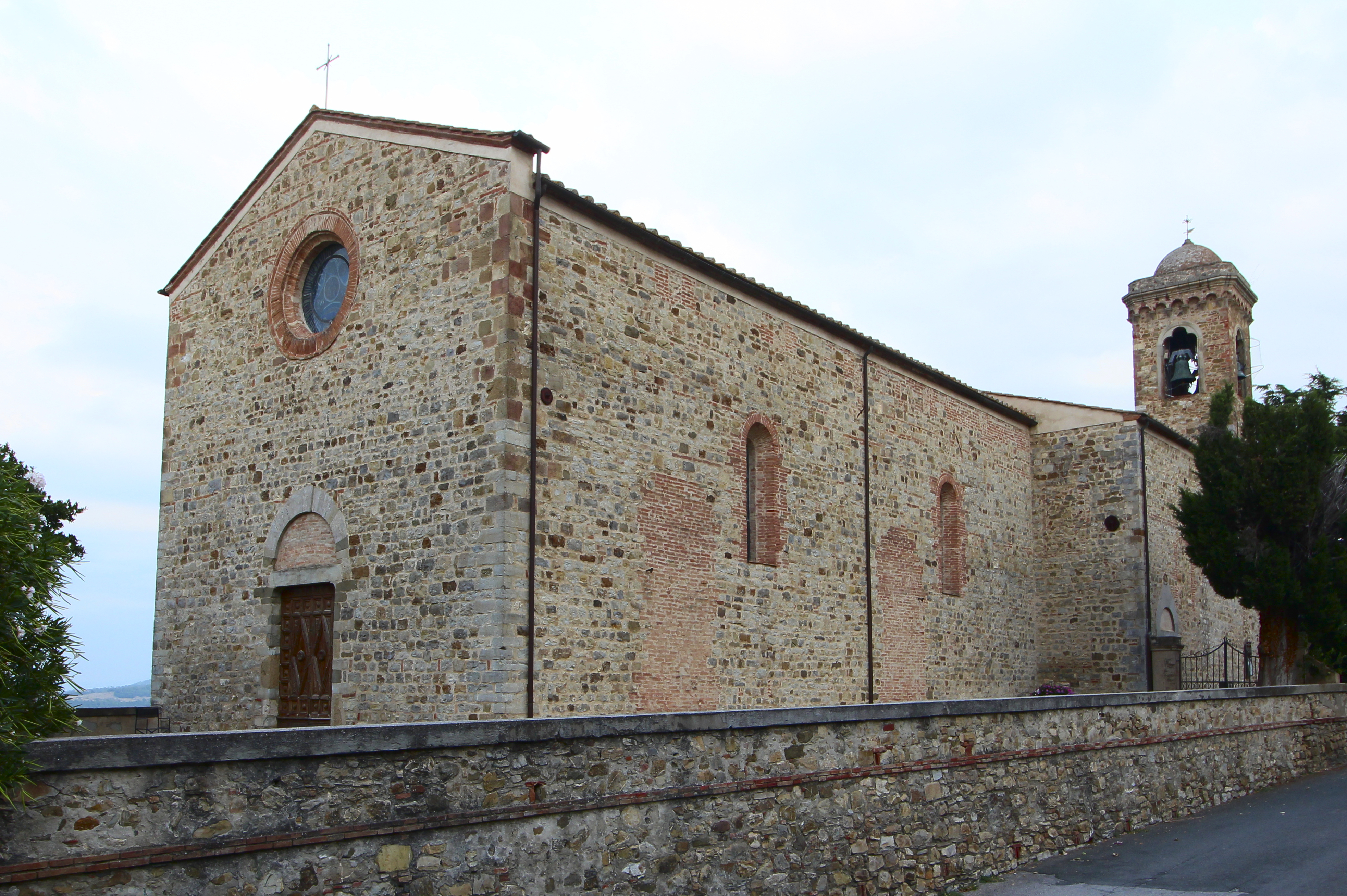
Il Santuario Mariano

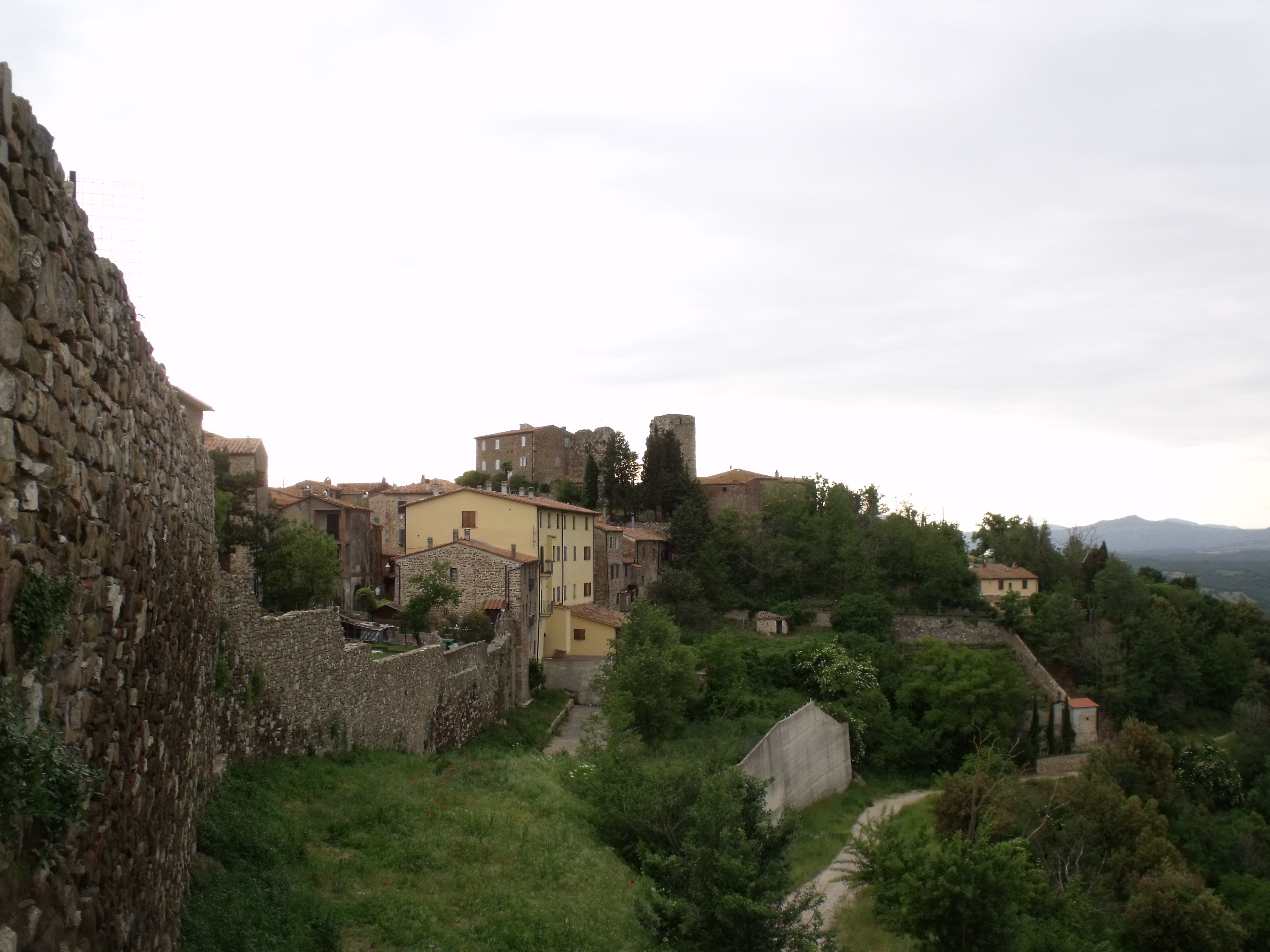
Tratto delle mura

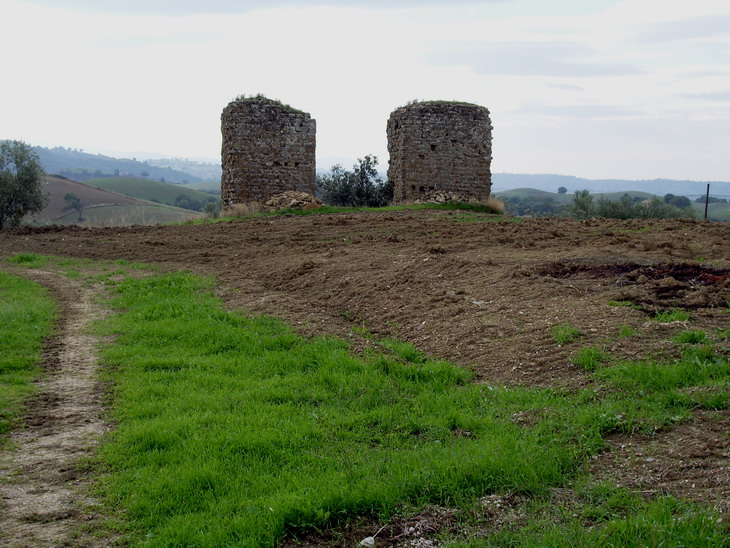
Le Colonne della Sabatina

### Architetture religiose

#### Chiese parrocchiali
- Pieve di San Giovanni Battista, edificata nella seconda metà del XIII secolo secondo lo stile di transizione romanico-gotico. La facciata presenta un portale centrale a tutto sesto, con lunetta decorata e un piccolo rosone. L'interno è ad unica navata, sulla quale si aprono con archi a sesto acuto le cappelle laterali. Fu riutilizzata in funzione di campanile una delle torri della cinta muraria, a cui la chiesa si addossa. Conserva una duecentesca Madonna con Bambino di Guido di Graziano e un ciborio ligneo dipinto del XVI secolo. La parrocchia di San Giovanni Battista conta circa 700 abitanti.[9]
- Chiesa della Madonna di Lourdes, chiesa parrocchiale della frazione di Arcille, è stata costruita a partire dal 1954 e consacrata nel 1958. La parrocchia di Arcille conta circa 1 200 abitanti.[10]
- Chiesa di Santa Maria Ausiliatrice, chiesa parrocchiale della frazione di Marrucheti, è stata costruita tra il 1947 e il 1950. La parrocchia di Marrucheti conta circa 290 abitanti.[11]
- Chiesa dei Santi Cerbone e Michele, chiesa parrocchiale della frazione di Montorsaio, è documentata dal 1188. Il titolo di San Michele le deriva dal romitorio di San Michele arcangelo, posto fuori le mura, caduto in rovina nel XVIII secolo. La parrocchia di Montorsaio conta circa 300 abitanti.[12]

#### Chiese minori
- Santuario di Santa Maria della Misericordia, attestato nel 1188, sorse all'ingresso del paese sui resti di una preesistente cella monastica. Presenta una facciata a capanna, modificata con l'inserzione di un oculo agli inizi del XIX secolo. L'interno, con pianta a croce latina, conserva dell'originario impianto medioevale il transetto e il presbiterio, con resti di affreschi trecenteschi di scuola senese (Cristoforo di Bindoccio e Meo di Pero), nella cappella maggiore, e altri quattrocenteschi, riscoperti da un recente restauro, nelle cappelle laterali, attribuiti ipoteticamente a Francesco di Giorgio Martini.
- Ex Chiesa di Sant'Antonio Abate, di stile romanico. La facciata, unica nel suo genere in Maremma, presentava in origine un portale centrale con ai lati due finestre, che vennero successivamente trasformate in porte. L'interno, ad unica navata è coperto nelle prime due campata da una capriata lignea e nella terza da una volta a botte in muratura. L'antico edificio religioso venne trasformato in teatro, inaugurato nel 1893, ma conserva ancora al suo interno alcuni frammenti di affreschi trecenteschi.
- Pieve Vecchia, situata a sud di Campagnatico nei pressi del fiume Ombrone, fu costruita attorno all'anno mille in aperta campagna, riutilizzando la cisterna di un'antica villa romana situata in loco.
- Chiesa di Sant'Anna, edificio di culto situato nella località rurale di Granaione.
- Chiesa del Santissimo Crocifisso, situata a Montorsaio, fu edificata in epoca medievale e ricostruita nel dopoguerra. Ospita al suo interno un Crocifisso ligneo del XVII secolo.

#### Abbazie, conventi e santuari
- Convento di Santa Maria, complesso religioso di epoca medievale, successivamente abbandonato e trasformato in abitazione.
- San Benedetto alla Nave, situato nei pressi di Montorsaio sulle pendici di Monte Leoni, era un antico monastero benedettino che ospitò nel XIV secolo fra' Dolcino. Abbandonato nel 1751, fu in seguito trasformato in casale rurale.

#### Cappelle
- Cappella della Madonna del Perpetuo Soccorso, posta lungo la strada di Fonte Pietri e documentata dal 1662.[13]
- Cappella di San Filippo Apostolo, cappella gentilizia della fattoria di Sticcianese, nei pressi di Arcille.
- Cappella di Casetta Manini, piccola cappella privata risalente al 1922, nei pressi di Marrucheti.

#### Architetture scomparse
- Chiesa di San Salvatore a Galliano, edificio religioso scomparso di origini altomedievali.
- Chiesa di Santa Maria a Dotale, luogo di culto scomparso di origini medievali.
- Chiesa di Monteleoni, chiesa scomparsa di epoca medievale.

### Architetture civili
- Pozzo di Campagnatico, pozzo-cisterna che raccoglieva l'acqua piovana per la sua distribuzione alle abitazioni del centro storico. Si trova in Piazza della Cisterna.
- Fontana di Campagnatico, fontana in ghisa realizzata in epoca ottocentesca.
- Cisterna di Montorsaio, monumentale cisterna per la distribuzione dell'acqua nella frazione di Montorsaio.
- Fattoria di Sticcianese, complesso rurale nei pressi della frazione di Arcille.
- Fattoria della Sabatina, complesso rurale settecentesco situato sul poggio che domina le Colonne della Sabatina.

### Architetture militari

#### Cinte murarie
- Mura di Campagnatico, realizzate tra il XII e il XIII secolo, delimitano quasi interamente il borgo di Campagnatico, con alcuni tratti a vista ed altri addossati a pareti di edifici. Comprendono il complesso fortificato della rocca aldobrandesca e una torre di guardia, in seguito trasformata nel campanile della chiesa di San Giovanni Battista.
- Mura di Montorsaio, costituiscono il sistema difensivo del centro della frazione di Montorsaio. Realizzate come doppia cinta muraria in epoca medievale, se ne conservano alcuni tratti.

#### Castelli e fortificazioni
- Rocca aldobrandesca, costituita da una torre in pietra a sezione quadrangolare che domina l'intero centro di Campagnatico, addossata su un lato ad un muro a scarpa presso le mura perimetrali di Campagnatico.
- Cassero Senese, imponente complesso di origini medievali racchiuso all'interno della cinta muraria interna di Montorsaio, di cui si sono conservate alcune parti originarie sul lato che si affaccia su Piazza della Cisterna.
- Colonne della Sabatina, probabili resti di una fortificazione medievale, si trovano nell'omonima località all'estremità sud-orientale del territorio comunale. Vi trovò rifugio Guido di Montfort per sfuggire alla cattura, come citato da Dante Alighieri nella Divina Commedia.
- Castello di Stertignano, antico castello medievale situato nell'omonima località nella parte sud-occidentale del territorio comunale.

## Società

### Evoluzione demografica
Abitanti censiti

### Distribuzione degli abitanti
| Frazioni                 | Abitanti (2011) | Altitudine |
| ------------------------ | --------------- | ---------- |
| Campagnatico (capoluogo) | 589             | 275        |
| Arcille                  | 241             | 46         |
| Montorsaio               | 178             | 384        |
| Marrucheti               | 104             | 115        |
| Altre località           | 1 386           | -          |

### Etnie e minoranze straniere
Secondo i dati ISTAT al 31 dicembre 2010 la popolazione straniera residente era di 182 persone. Le nazionalità maggiormente rappresentate in base alla loro percentuale sul totale della popolazione residente erano:
- Romania, 47 - 1,86%
- Macedonia, 43 - 1,70%

### Tradizioni e folclore
A Campagnatico, la prima domenica dopo l'8 settembre, Natività di Maria, si svolge la festa della Santissima Madonna delle Grazie, durante la quale si tiene il "Palio dei Ciuchi", istituito nel 1957, preceduto da una sfilata in costumi medioevali.
Si contendono il palio la Contrada Castello, la Contrada Centro, il Nobile Rione Pieve e la Contrada Santa Maria. La gara, a cavallo di asini femmina si svolge lungo la via Roma, dal Palazzo del Municipio fino all'inizio della salita che porta alle scuole.
Sono previste due batterie, in cui corre una "ciuca" per ogni contrada, e una finale a cui accedono le due ciuche arrivate prima e seconda nelle batterie. Alla fine del palio i contradaioli vincitori si riuniscono sotto il Palazzo del Comune per ricevere il Palio (drappo dipinto, analogo al Palio di Siena).

## Geografia antropica

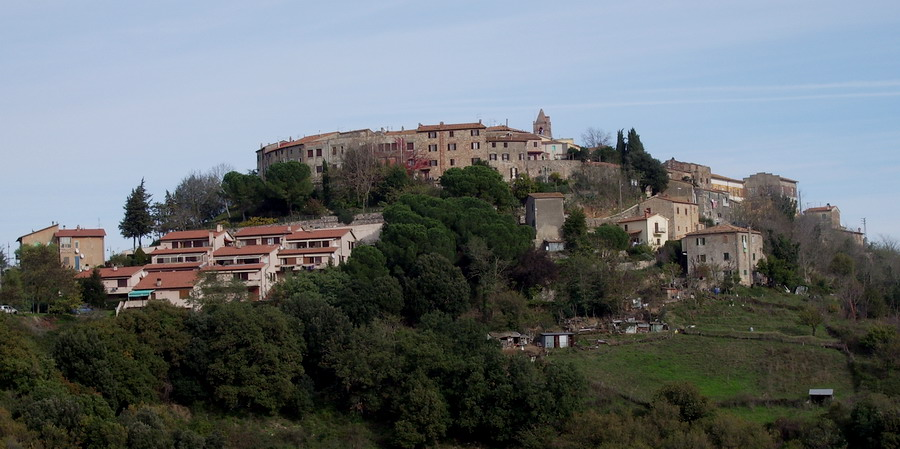
Panorama di Montorsaio

### Frazioni
Nel territorio comunale di Campagnatico si contano tre frazioni.
- Arcille, situata nella parte meridionale del territorio comunale, nata con la riforma agraria dell'Ente Maremma.
- Marrucheti, piccolo borgo rurale situato nei pressi del Castello di Stertignano.
- Montorsaio, borgo di origini medievali situato sulla vetta di una collina nella parte occidentale del territorio comunale.

### Altre località del territorio
Tra gli altri insediamenti sono da ricordare i nuclei abitati di Granaione (80 m s.l.m., 35 ab.), Migliorini (134 m s.l.m., 14 ab.), Pianetto (39 m s.l.m., 63 ab.), Sabatina (168 m s.l.m., 12 ab.), Sant'Antonio (41 m s.l.m., 64 ab.) e Sticcianese (100 m s.l.m., 23 ab.).

## Amministrazione
| Periodo        | Periodo        | Primo cittadino     | Partito           | Carica      | Note |
| -------------- | -------------- | ------------------- | ----------------- | ----------- | ---- |
| 1985           | 1990           | Leo Niccolini       | PSI               | Sindaco     |      |
| 1990           | 1993           | Massimo Lucatti     | PCI-PDS           | Sindaco     |      |
| 1993           | 1994           | Ennio Mario Sodano  | -                 | Commissario |      |
| 12 giugno 1994 | 24 maggio 1998 | Fabio Capitani      | PDS               | Sindaco     |      |
| 24 maggio 1998 | 27 maggio 2007 | Elismo Pesucci      | FI-centrodestra   | Sindaco     |      |
| 28 maggio 2007 | 6 maggio 2012  | Fabrizio Tistarelli | centrodestra      | Sindaco     |      |
| 7 maggio 2012  | 11 giugno 2017 | Luca Ricciardi      | centrosinistra    | Sindaco     |      |
| 11 giugno 2017 | 12 giugno 2022 | Luca Grisanti       | Lega-centrodestra | Sindaco     |      |
| 13 giugno 2022 | in carica      | Elismo Pesucci      | FI-centrodestra   | Sindaco     |      |